# グリー・エレクトリック
グリー・エレクトリック（英語: Gree Electric Appliances Inc.、中国語: 珠海格力电器股份有限公司）は、中国の大手家電メーカー。世界最大級の住宅空調メーカーであり、扇風機、ウォーターサーバー、ヒーター、炊飯器、空気清浄機、電気ケトル、加湿器、IHクッキングヒーターなどの家電製品メーカーでもある。

## 歴史
1989年に広東省珠海市で珠海市海利冷气工程股份有限公司として設立された。同社の前身は、珠海経済特区工業発展総公司傘下の珠海経済特区冷気工程有限公司空調器、珠海経済特区塑膠工業公司、珠海経済特区冠英貿易公司。
1990年、経済改革のための朱海市委員会の承認を得て、海利冷気は珠海市のパイロット企業（中国語: 股份制试点企业）となった。
1991年、社名を珠海市格力集団電器股份有限公司に変更し、資本金と株式を増やした。この内、362億8200万株は社会的個人株であり、残りの1236万株は法人株である。
1994年、社名を珠海格力電気股份有限公司に変更した。
1996年、深圳証券取引所に上場し、取引された。